# Pseudephebe minuscula
Pseudephebe minuscula (Nyl. ex Arnold) Brodo & D. Hawksw., 1977 è una specie di lichene appartenente alla famiglia Parmeliaceae.

## Descrizione
Questo lichene ha un tallo di colore dal marrone scuro al nero, filamentoso, con ramificazioni cilindriche, 0.2–0.5 mm di spessore, adese al substrato roccioso, spesso appiattite e con aspetto foglioso alle estremità.
Comune la presenza di apoteci, con dischi sino a 3 mm di diametro, di colore dal marrone scuro al nero.

## Distribuzione e habitat
Questa specie ha una distribuzione circumpolare in entrambi gli emisferi.
Predilige substrati granitici, talora calcarei.